# Brooklyn Robins Dry Dock
Brooklyn Robins Dry Dock was een Amerikaanse voetbalclub uit New York. De club werd opgericht in 1918 en opgeheven in 1921. De club speelde drie seizoenen in de National Association Football League.

## Erelijst
- American Cup

Winnaar (2): 1920, 1921
- National Challenge Cup

Winnaar (1): 1921